# Djungelgeneralen
Djungelgeneralen är en roman av B. Traven, utgiven 1940. Tyskspråkiga originalets titel är Ein General kommt aus dem Dschungel. Arne Holmström översatte romanen till svenska 1971. Romanen är den sjätte och sista i "Djungel-serien", om de indianska mexikanerna under president Porfirio Diaz hårda regim.

## Handling
De före detta mahognyarbetarna har dödat sina förtryckare och lämnat djungeln. Under ledning av Juan Mendez, en före detta sergeant, tågar nu Andreu, Celso och de övriga huvudpersonerna ut ur djungeln med det bestämda syftet att som fria män välta landet stora och små tyranner över ända. Enligt arbetarna måste man därför slå ihjäl alla godsägare och andra myndighetspersoner som kan tänkas stå ivägen. Under slagordet "tierra y libertad" (jord och frihet) inleder denna armé av trashankar sin kamp. Centralregeringen, som redan är ansatt från alla håll, svarar med att sända ut en armé. Den radikale Traven skildrar den mexikanska revolutionen utan att romantisera den, och pekar även på hur revolten på sina håll även kunde göra villkoren sämre för det fattigaste eller hur vissa regimer förblev kvar även om personerna byttes ut. Ytterst ligger dock författarens sympati hos revolutionärerna och han skildrar ingående en revolutions orsaker.